# 崔道植
崔道植（中国朝鲜语：／，1934年6月—），朝鲜族，吉林梅河口人，原黑龙江省公安厅刑事技术处处长、刑事技术科学研究所所长，高级工程师，中华人民共和国公安部首批特邀刑侦专家，中国首席枪弹痕迹鉴定专家，“全国公安系统一级英雄模范”，“七一勋章” 获得者。
在其60余年的刑侦生涯中，崔道植参与办理了1200多个重特大案件疑难痕迹检验鉴定，鉴定痕迹物证超过7000件，无一差错，有中国“刑警之魂”，重大疑难案件痕迹鉴定“定海神针”，“中国福尔摩斯”的称号:229:17。

## 早年
1934年6月，崔道植出生于奉天省梅河口一个佃农家庭，4岁时丧父，6岁时没了母亲。他和姐姐由爷爷带大。1945年梅河口解放后，他在政府资助下开始上学读书，后成为儿童团团长。1951年朝鲜战争时期，他入伍成为中国人民志愿军，被编入翻译训练团:5-11:229-230，1953年12月6日加入中国共产党。1955年，他因成绩出色被提干成排长:23。

## 第一代刑事技术警察

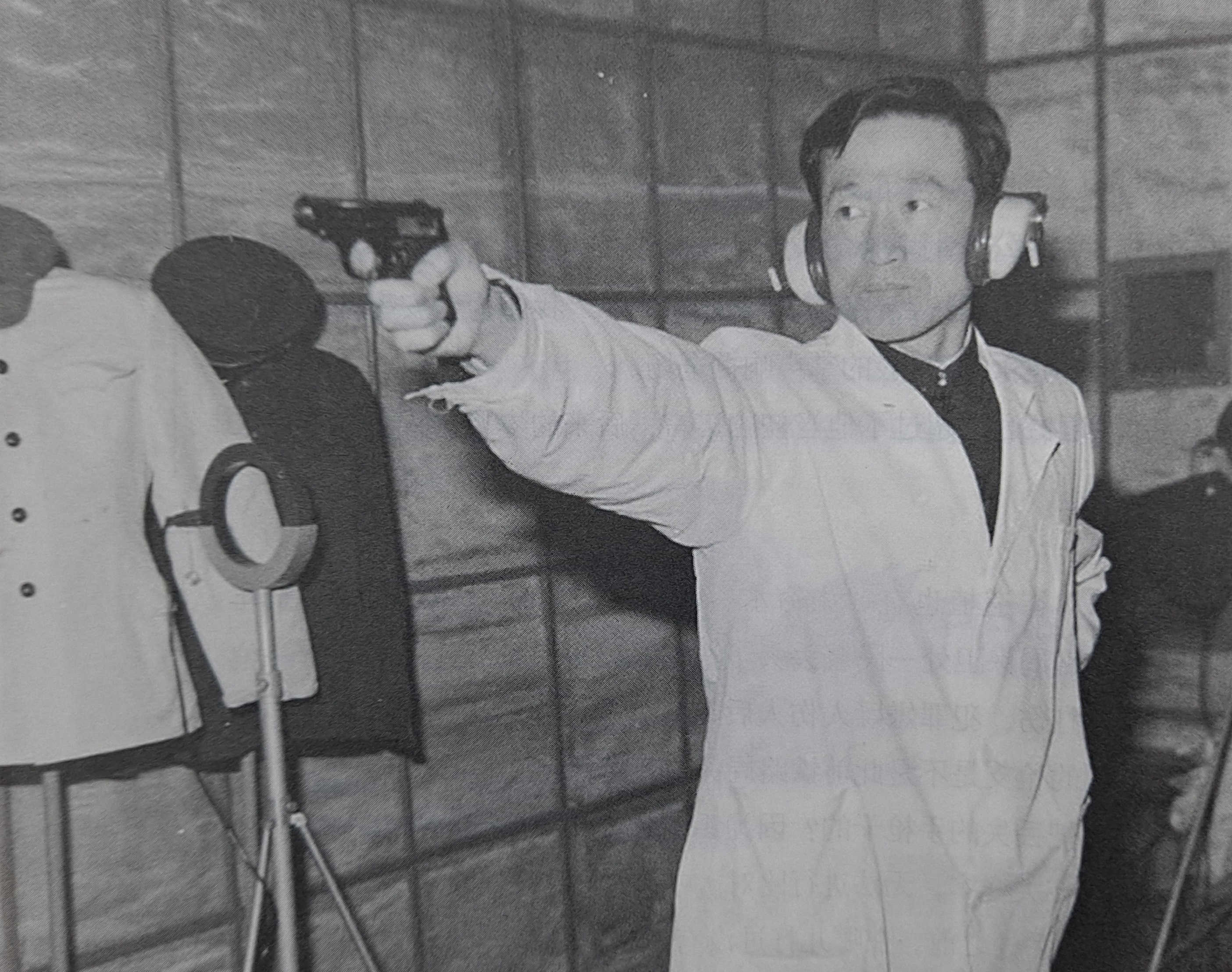
枪弹痕迹鉴定专家崔道植

1955年，崔道植从部队转业至黑龙江省公安厅。1957年至1959年，他被派往公安部第一人民警察干部学校（今中国刑事警察学院）学习痕迹检验，是中华人民共和国首批学习痕迹检验的学生，第一代刑事技术警察，也是当时黑龙江省唯一一位刑侦技术人员。学习期间，他获得“技术革命先进者”奖状:54:24-25。此后，他还被派往哈尔滨业余职工大学、哈尔滨医科大学学习其它刑侦相关知识。文化大革命结束后，他晋升为痕迹检验科科长:25-26。
1970年代初和1981年，在没有DNA技术的年代，崔道植利用留在受害者脸部的牙痕以及受害者腹部嫌疑犯指甲残片，分别侦破了发生在哈尔滨市和牡丹江市的两起命案，开创了通过指甲、牙痕同一认定侦破疑难案件的先河:37-38:26-27。1975年，他与其它四省科研人员开展了长达四年的《人手各部位长度宽度与身高、年龄、体态的关系》课题的研究。1981年开始，他先后完成了《根据7.62mm手枪射击弹壳痕迹判断射击抢种的探讨》、《64式手枪指示杆痕与59式手枪抛壳挺痕位移的研究》、《枪弹底座痕迹拍照规范》、《侦破涉枪案件最有效的方法——建立枪弹痕展档案》、《根据射击弹壳与射击物确定手枪射击位置范围》等论文，并发表在公安部教材和国际刑警第十届年会上。1992年，他升任黑龙江省公安厅刑事技术处处长:29。同年，他获得国务院颁发的国家级有突出贡献科技专家证书，并享受国务院政府特殊津贴:31。

## 退休不退岗
1994年，已是退休年龄的崔道植被返聘。1996-1997年，新疆和北京先后发生持枪袭军袭警抢劫案，被公安部列为1997年“中国刑侦一号案”，国际刑警组织也将此案列为当年国际第三号刑侦重案。崔道植应邀对案件进行了子弹痕迹分析，鉴定两地枪案弹头和弹壳由同一支“八一式”步枪发射，从而锁定嫌疑人是在北京犯罪后被送往新疆服刑的人员。一周后，警方根据他的鉴定便将此案告破，犯罪嫌疑人白宝山被绳之以法。此外，他还为白银市连环杀人案、张君特大系列抢劫杀人案等一系列重大案件提供了技术鉴定，使案件成功告破。1999年9月，他被公安部聘为首批特邀刑侦专家:48。2018年，他入选“改革开放40周年政法系统新闻影响力人物”，并获评“中国首席枪弹痕迹鉴定专家” 。2021年，他被中共中央授予“七一勋章”，是公安领域唯一获此荣誉的人 。

## 获奖与荣誉

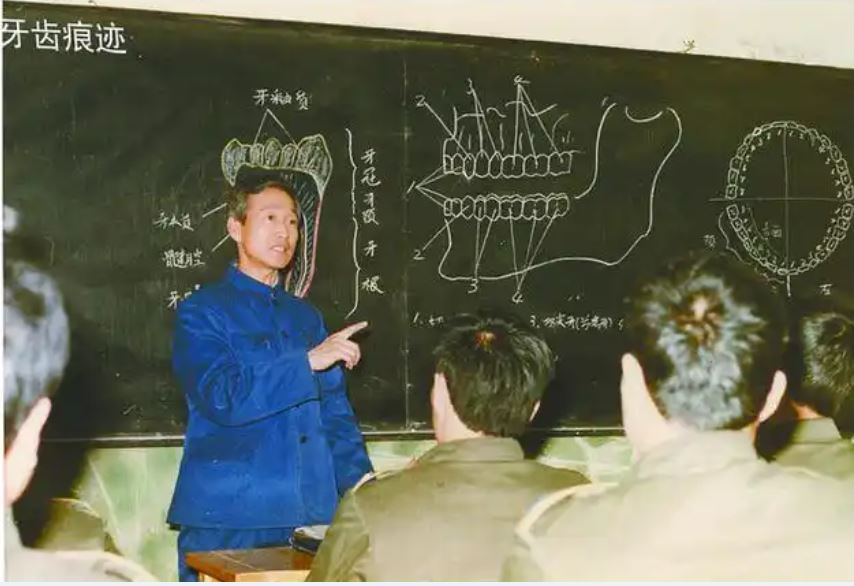
崔道植讲解牙痕检验课程

- 1992年：国务院政府特殊津贴专家[1][12]
- 2006年：全国公安科技突出贡献奖[1]
- 2018年：改革开放40周年政法系统新闻影响力人物[3][11]
- 2019年：全国公安系统一级英雄模范[13]
- 2019年：最美奋斗者[14]
- 2021年：七一勋章[6][2]

## 家庭
崔道植的妻子金玉伊是位护士:179。两人膝下有三子。长子崔成滨是黑龙江省公安厅刑侦总队科技专家，次子崔红滨是黑龙江省公安厅反邪教总队骨干。小儿子崔英滨继承父业，在哈尔滨市公安局从事痕迹检验工作，曾被评为“十佳专业技术能手”、“哈尔滨第三十四届劳动模范”、“全国优秀人民警察”等。 :191-192

## 影视
- 2019年6月16日，中央电视台13频道《面对面》：《崔道植：让痕迹说话》[15]
- 2021年7月29日，中央电视台13频道《焦点访谈》：《一辈子的事 与痕迹较量的传奇神探》[16]
- 2024年电视剧《我是刑警》中的痕迹检验专家曹忠恕以崔道植为原型[17]